# Žiga Okorn
Žiga Okorn, slovenski slikar in oblikovalec. Rodil se je leta 1967 v Ljubljani. Obiskoval je Srednjo oblikovno šolo in dopolnilno risanje pri slikarju Štefanu Planincu. Akademijo za likovno umetnost v Ljubljani je končal z razstavo na stari čolnarni v Tivoliju leta 1991 pri prof. Gustavu Gnamušu in prof. Tomažu Brejcu. Od leta 1994 deluje kot svobodni umetnik. Je soavtor prenove nekdanjih vojaških zaporov v mladinski hotel Celica in avtor ene od celic. S skupino Sestava je dejaven v vrsti strokovno-civilnih pobud, ki se dotikajo likovne umetnosti in kulture na pedagoškem (proti ukinitvi likovnega pouka v osnovnih šolah), kulturno-varstvenem (pobuda za strokovno rešitev Robbovega vodnjaka) in stanovskem področju (pobuda in soorganizacija dražbe za rešitev DSLU). Ukvarja se še z oblikovanjem in postavljanjem razstav (stalna postavitev na Blejskem gradu, NMS, 2008 Mestna muzejska zbirka Črnomelj, Tematska pot Na svoji zemlji, 2012 Kolesarska pot Bohinj, U fabrk Mestni muzej Idrija 2015, Dame in čipke, Mestni muzej Idrija 2016 – 2017, Unesco Heritage, prostorsko označevanje, Idrija in okolica 2016 – 2017), ilustracijo, fotografijo, notranjim oblikovanjem.
Od leta 1991 svoja slikarska dela, akvarele, risbe in kipe redno razstavlja doma in v tujini.
Živi in ustvarja v Ljubljani pod Rožnikom.
Izbor samostojnih razstav;
1991 - postavitev na čolnarni v Tivoliju, Ljubljana (z
Jirijem Kočico); 1992 - razstava Robbovega vodnjaka (z
Jirijem Kočico); 1993 - “Iz slike na parket”, razstava slik
v ateljeju na Ambroževem trgu in razstava slik v Galeriji
ŠKUC, Ljubljana; od leta 1997 dalje ustvarja work in
progress: “Podoba tvoje odprtosti”; 2004 - “Naslovljeno
na svobodo drugega”(razstavljeno tudi v Vili Katarina), slikarsko kiparska postavitev
in dejavnice v nekdanji samostanski cerkvi (z Jirijem
Kočico) v Galeriji Božidarja Jakca, Kostanjevica na Krki;
samostojne razstave v galeriji Equrna leta 1995, 2000,
“Osvetljeni” 2005 in ”Med anestezijo in ekstazo” 2008;
“Ljubljana - Zagreb - Beograd - stop”, plesna predstava,
projekcija slikanja kot žive scenografije, producenta:
Teater Bu in Gledališče Glej, Gledališče Glej 2006.
Stalna postavitev na Blejskem gradu, CGP, oblikovanje
panojev in sodelovanje pri zasnovi in postavitvi, 2008,
Narodni muzej Ljubljana; Sodelovanje na Beneškem
arhitekturnim bianalu, skupaj z Odprtim krogom, 2008,
galerija A+A, Benetke, Italija
Nagrade:
2002
- Nagrada za najboljši akvarel, Piran, Piranski Ex-tempore
2004
-  Plaketa mesta Ljubljana, za umetniški projekt prenove nekdanjega zapora na Metelkovi v mladinsko
prenočišče Celica, Ljubljana s KUD Sestava
2006
-  Zlati svinčnik, nagrada Arhitekturne zbornice Slovenije, za umetniški projekt prenove nekdanjega zapora
na Metelkovi v mladinsko prenočišče Celica, Ljubljana s KUD Sestava
2008
- Ex tempore Grožnjan in 1. nagrada za ustvarjeno delo Spomin, Grožnjan, Hrvaška
-  Zlati svinčnik, nagrada Arhitekturne zbornice Slovenije, V sodelovanju z arhitekti; Aleksander S. Ostan,
Nataša Pavlin in Veronica Egart za postavitev razstave ob razgrnitvi novih prostorskih aktov (SPN, IPN) MOL (2008.)
2011
-  Zlati svinčnik, nagrada Arhitekturne zbornice Slovenije, V sodelovanju z Ateljejem Ostan Pavlin, kolesarska pot od Bohinjske Bistrice do Bohinjskega jezera in naprej do Srednje vasi, večinoma po poljskih poteh in je označena kot presežek pri oblikovanju tematskih kolesarskih poti po Sloveniji in vzorčni primer dobre prakse. Za bohinjski aktivni turizem je več kot le dobra zasnova – je strateški projekt. »Počivališča in razgledišča so dobro postavljena, objekti in elementi urbane opreme pa zanimivo in domiselno oblikovani, po materialu in obliki skladni z lokalno arhitekturno dediščino in kulturno krajino.«
2014
- Priznanje Maks Fabiani, za projekt Kolesarska pot Bohinj, v sodelovanju z Birojem Ostan-Pavlin